# Somewhere in My Memory
Somewhere in My Memory (auch bekannt als Theme from Home Alone) ist der Titelsong des Films Kevin – Allein zu Haus (1990) und wurde von John Williams komponiert. Der Text stammt von Leslie Bricusse.

## Hintergrund
Der Song wird das erste Mal im Vorspann des Films gespielt. Im Laufe des Films wird das Thema mehrmals aufgegriffen, Teile der Melodie finden sich auch in den Stücken The House und The Finale. Es befindet sich außerdem ein Reprise von 1:04 mit Chor und Orgel im Film sowie auf dem Soundtrack. Der Text des Liedes wird von einem unbekannten Kinderchor gesungen.
Für die Fortsetzung Kevin – Allein in New York (1992) griff Williams den Song auf. Außerdem sang Bette Midler eine Version ein. Bei der Fortsetzung sang außerdem Ana Belén eine spanische Version unter dem Titel Sombras De Otros Tiempos, der ebenfalls auf dem Original Soundtrack Album veröffentlicht wurde.

## Oscarverleihung
Der Song wurde bei der Oscarverleihung 1991 für einen Oscar als Bester Song nominiert. Der Preis ging jedoch an Stephen Sondheim für Sooner or Later (I Always Get My Man) aus Dick Tracy.

## Charts und Chartplatzierungen
| Periode   | Höchstplatzierung, GesamtwochenChartsChartplatzierungen (Periode, Platzierungen, Wochen) |
| Periode   | UK                                                                                       |
| --------- | ---------------------------------------------------------------------------------------- |
| 2018/19   | UK69 (1 Wo.)UK                                                                           |
| Insgesamt | UK69 (1 Wo.)UK                                                                           |